# Lago Huillinco
Lago Huillinco är en sjö i Chile.   Den ligger i regionen Región de Los Lagos, i den södra delen av landet, 1 100 km söder om huvudstaden Santiago de Chile. Lago Huillinco ligger 2 meter över havet. Arean är 27,6 kvadratkilometer. Den sträcker sig 7,2 kilometer i nord-sydlig riktning, och 17,2 kilometer i öst-västlig riktning.
I omgivningarna runt Lago Huillinco växer i huvudsak blandskog. Runt Lago Huillinco är det glesbefolkat, med 8 invånare per kvadratkilometer.